# Ophiocten doederleini
Ophiocten doederleini is een slangster uit de familie Ophiuridae.
De wetenschappelijke naam van de soort werd in 1926 gepubliceerd door M. Hertz.